# Wäscheständer

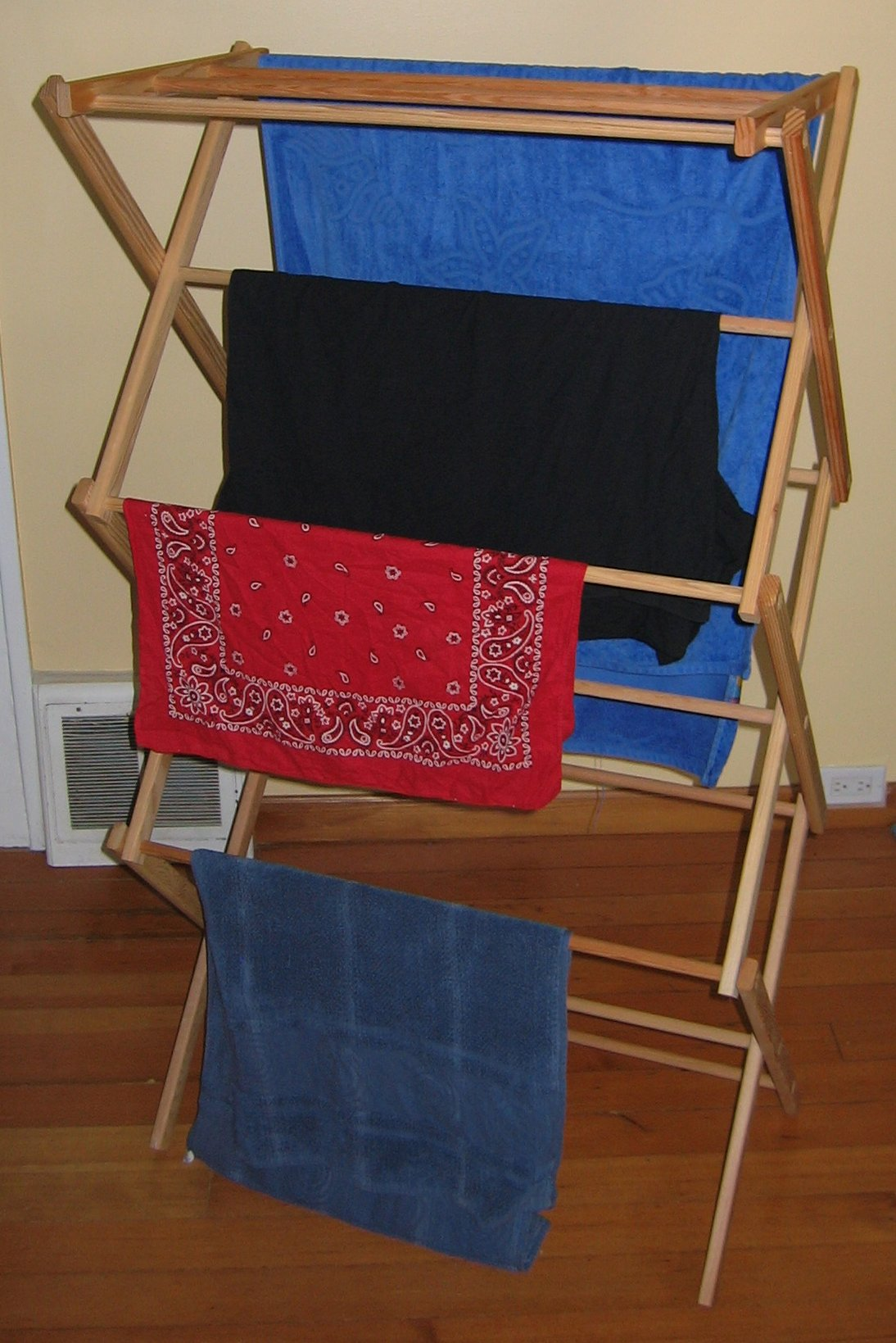
Ein Wäscheständer aus Holz

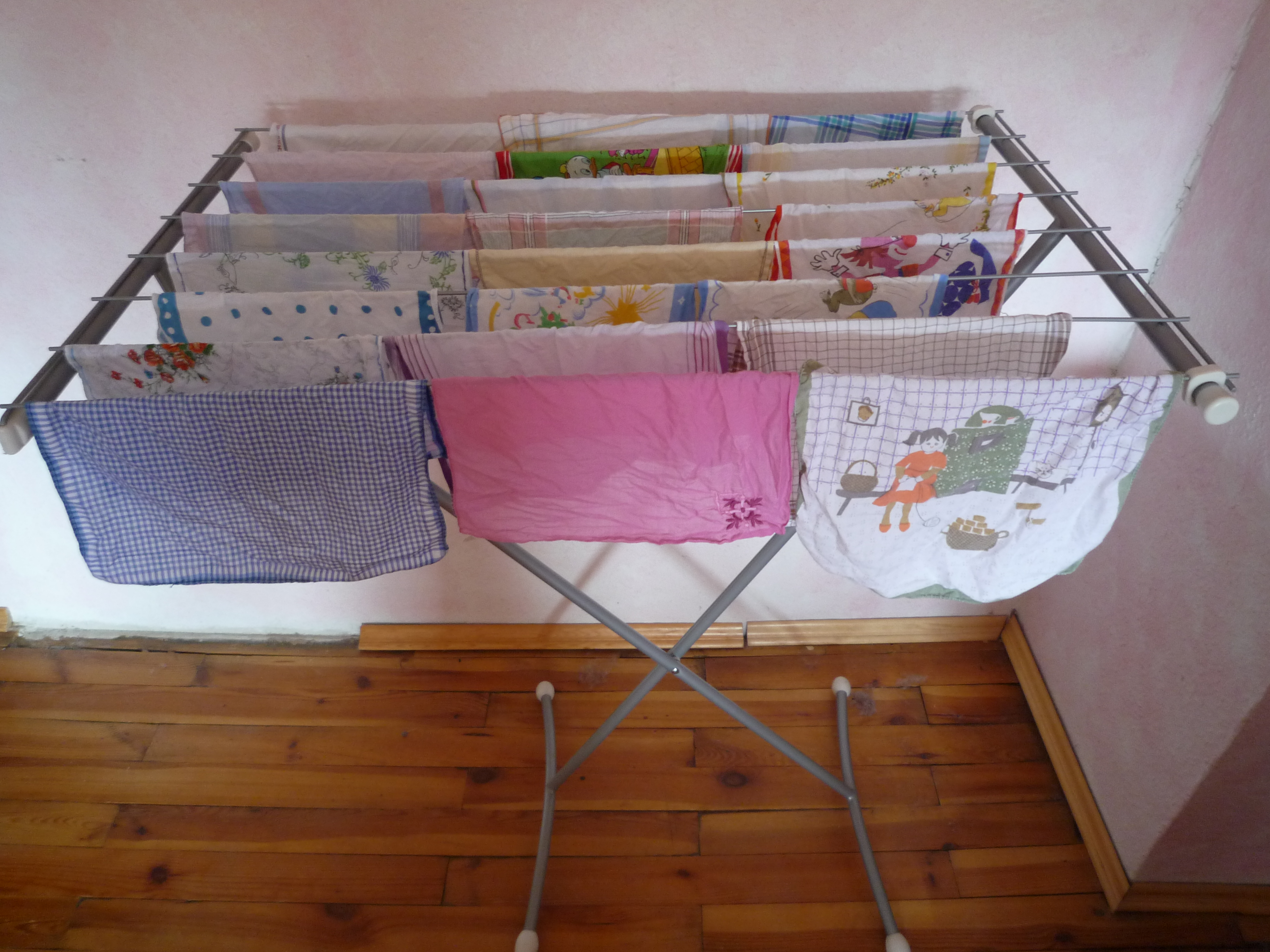
Wäscheständer aus Metall

Ein Wäscheständer (auch Wäschetrockner genannt) ist eine Vorrichtung, um gewaschene Wäsche zum Trocknen aufzuhängen.
Der Wäscheständer kann aus Metall, Kunststoff oder (heutzutage seltener) Holz sein. An ihm sind zum Aufhängen der feuchten Wäsche entweder parallel verlaufende Drähte oder Leinen gespannt oder Rundhölzer angebracht.
Aufgrund ihrer üblicherweise kompakten Bauweise können Wäscheständer auch in Gebäuden verwendet werden. Nachdem die Wäsche trocken ist, kann der Wäscheständer zusammengelegt und platzsparend verstaut werden.
Wird die Wäsche in Wohnräumen getrocknet, so muss die Luftfeuchtigkeit durch vermehrtes Lüften abgeführt werden, um Durchfeuchtungsschäden zu vermeiden. Bei geheizten Räumen geht hierbei verhältnismäßig viel Heizenergie verloren.
In Deutschland dürfen Mieter Wäsche in der Wohnung trocknen. Dies gehört zum Kernbereich des Mietgebrauchs. Wird das Trocknen der Wäsche in der Wohnung untersagt, muss der Vermieter eine alternative Möglichkeit zum Wäschetrocknen anbieten.